# Bibermanagement

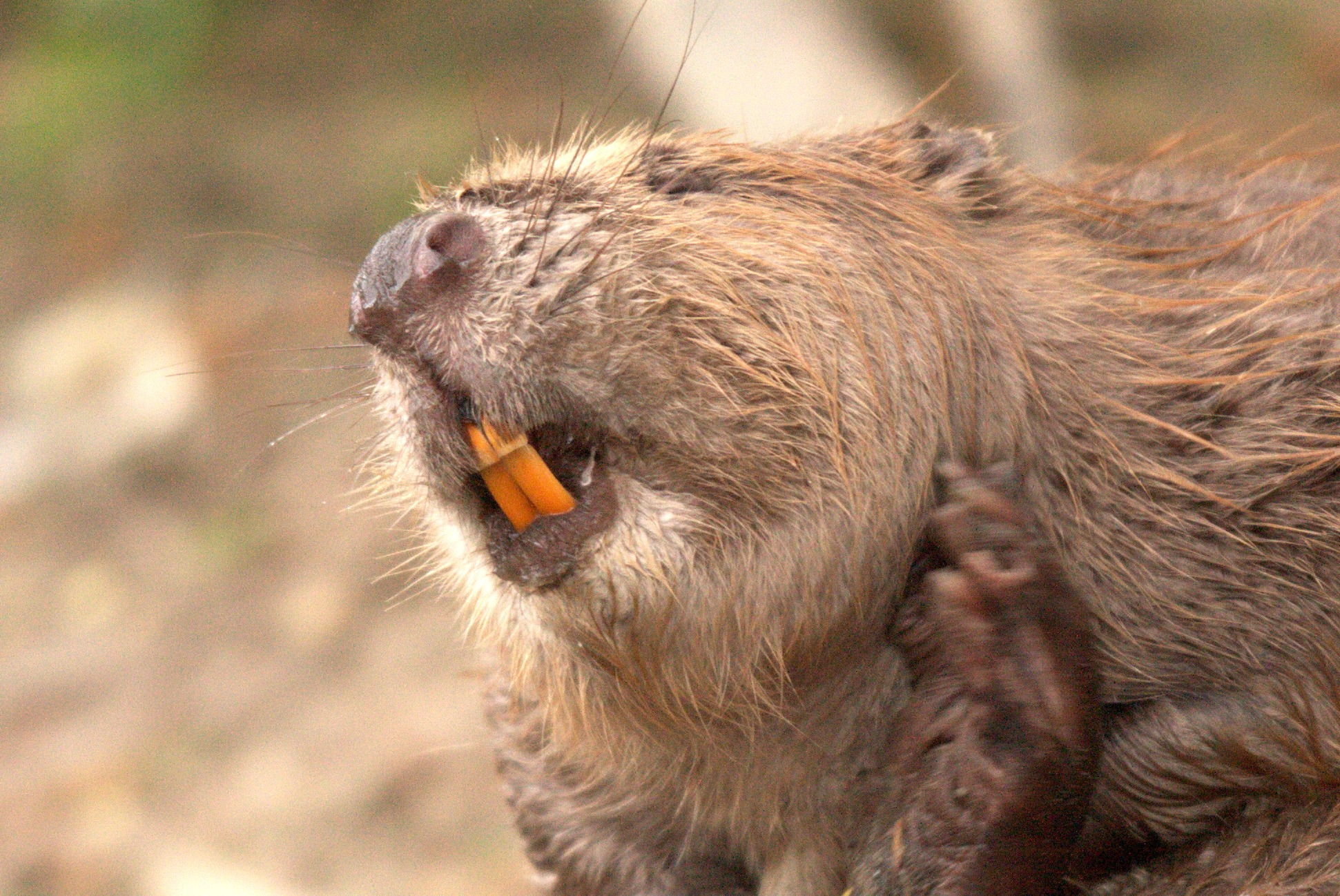
Europäischer Biber mit seinen markanten, durch eingelagerte Eisenverbindungen orange-rot gefärbten Schneidezähnen

Bibermanagement bezeichnet eine Disziplin im Naturschutz im Rahmen des Wildtiermanagements, die sich damit befasst, Konflikte zwischen Land-, Forst- und Wasserwirtschaft und Bibern im von beiden Seiten genutzten Lebens- und Wirtschaftsraum zu schlichten und zu einem Interessensausgleich beizutragen. Dazu werden als Instrumente vor allem Beratung, Prävention, Schadensausgleich, im Extremfall aber auch der Wegfang von Bibern aus besonders problematischen Revieren oder die vereinzelte Tötung eingesetzt.

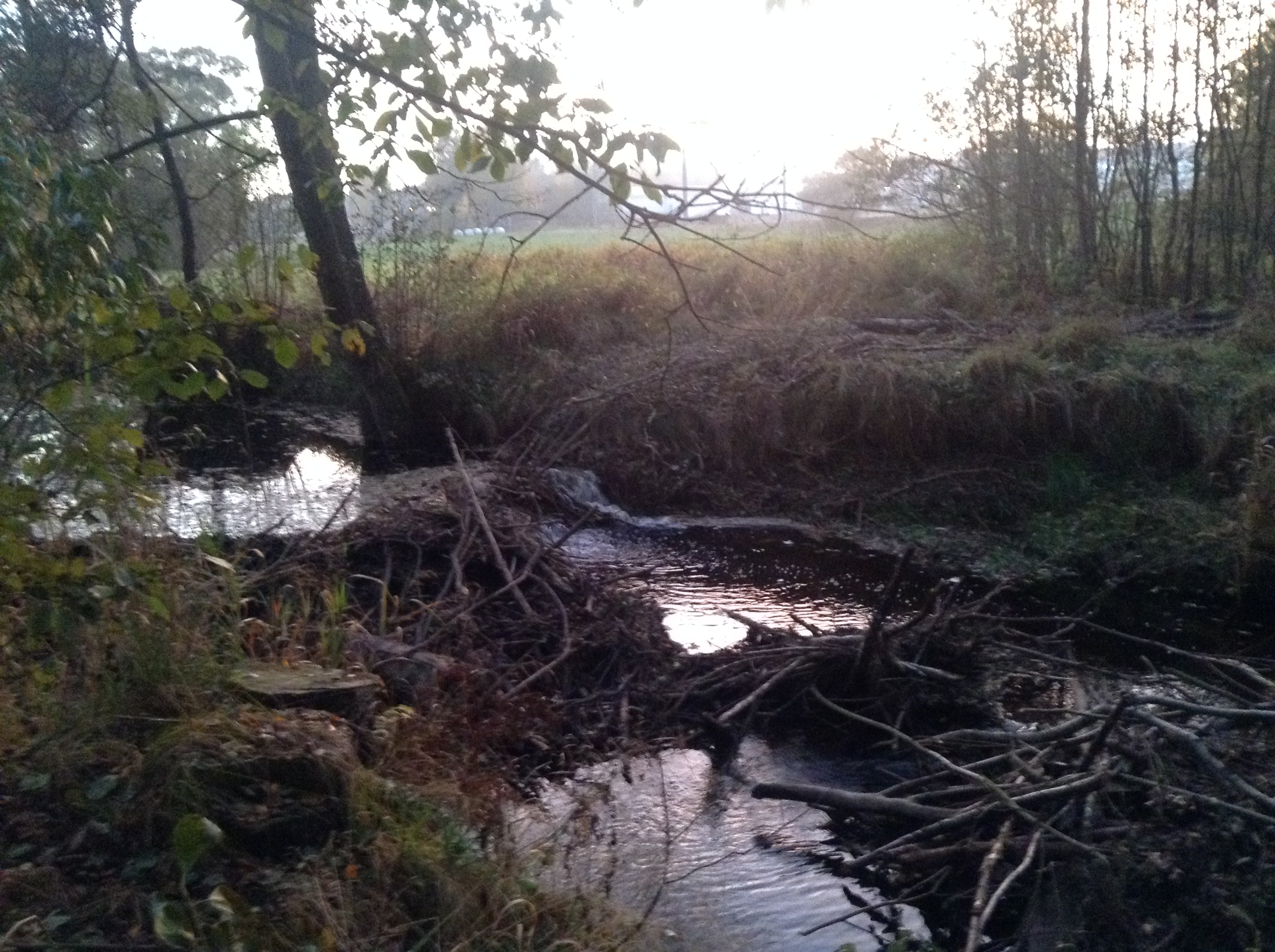
Biberdamm in der Kössein

## Ausgangssituation
Der im 19. Jahrhundert in Europa stark zurückgedrängte Europäische Biber wurde in der zweiten Hälfte des 20. Jahrhunderts vor allem in Bayern und Österreich durch Auswilderung wieder angesiedelt. Dies war so erfolgreich, dass die Population in der Schweiz ca. 400 bis 500, in Österreich rund 1600 (2003) bis 2000 (2007), in Deutschland etwa 20.000 und in Europa insgesamt rund 800.000 Tiere umfasst (2006)

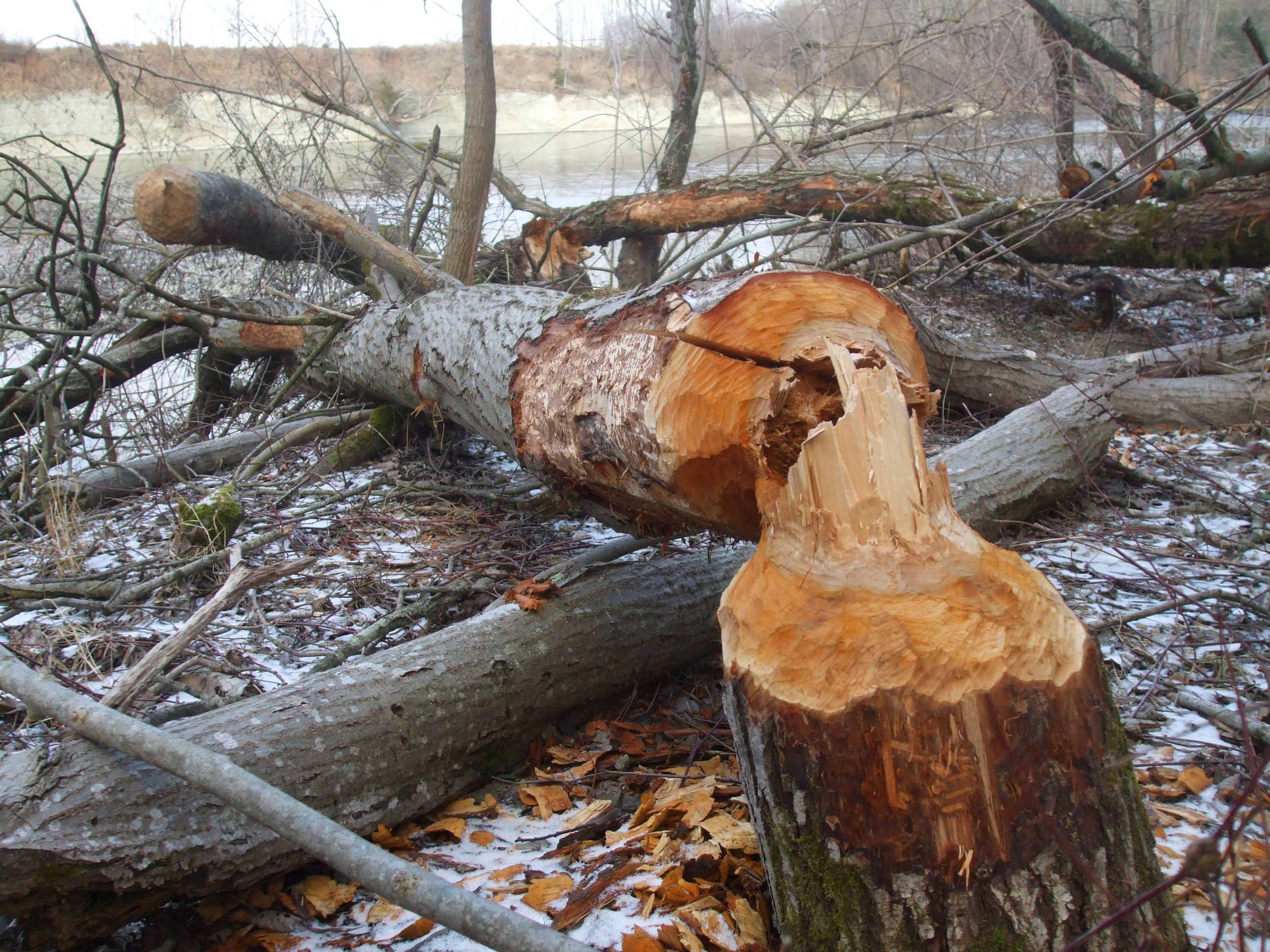
Baumschaden durch Biber am Lech bei Sandau in Oberbayern

Nach der erfolgreichen Wiederansiedlung und der überraschend schnellen Ausbreitung der Biberpopulationen kam es seit Mitte der 1990er Jahre zunehmend zu Konflikten zwischen den Tieren und den menschlichen Nutzern von Kulturlandschaften.
Typische Probleme durch Biber sind Fraßschäden an Feldfrüchten oder Gehölzen, die Unterminierung von Ufergrundstücken und Überschwemmungsschäden durch Biberdämme. Dazu kommt auch die Beunruhigung von Fischen in Winterungsteichen.

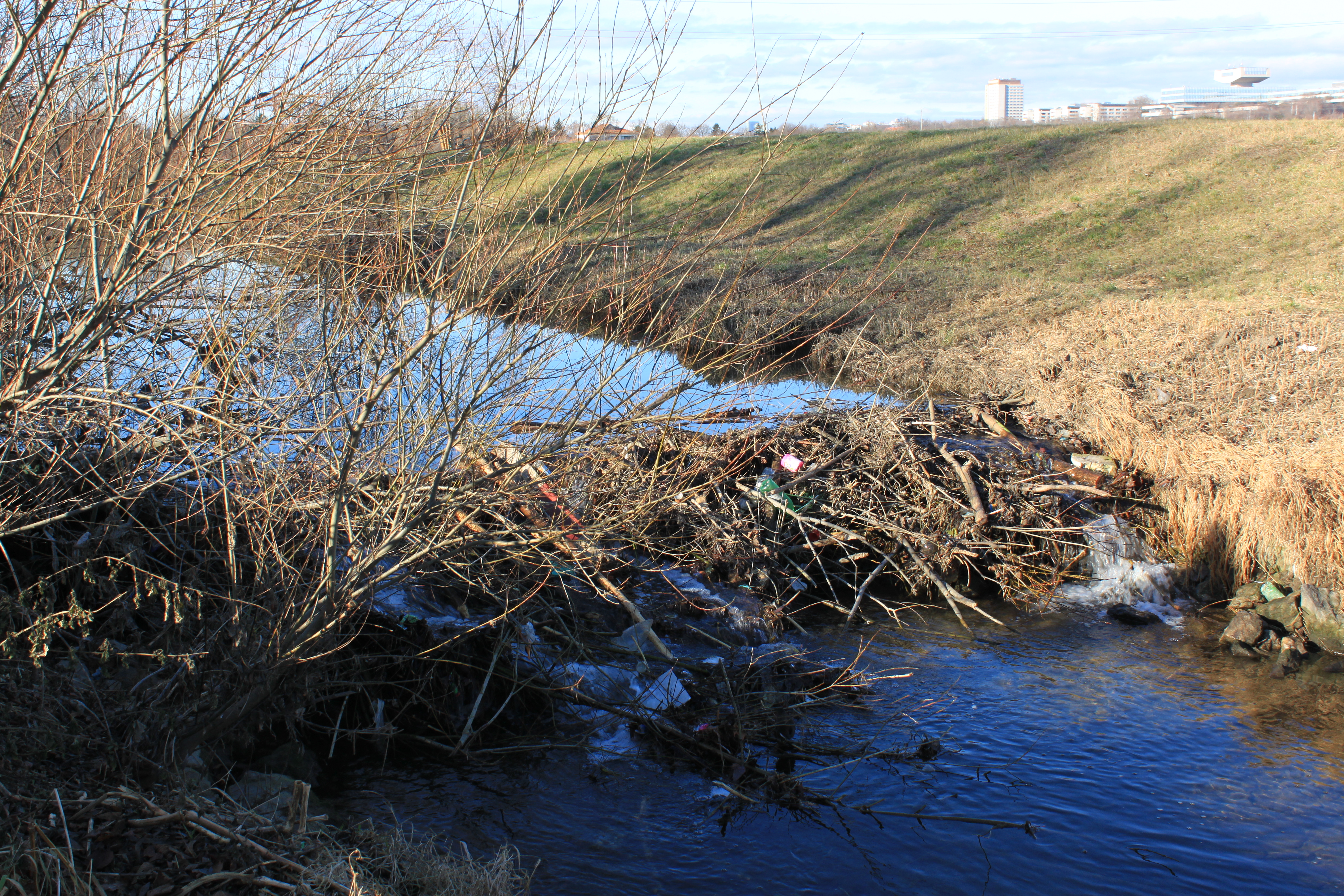
Biberdamm in der Liesing bei Unterlaa

Während die Fraßschäden an Getreide, Zuckerrüben, Mais und Raps oder auch einigen Gemüsesorten sich meist in von den Landwirten tolerierten Bereichen bewegen, sind Schäden an Nutzhölzern oder Obstbäumen meist materiell schwerwiegender. Dammbrüche und Unterminierung von Nutzflächen durch Bauten schließlich können auch zu Unfällen und Personenschäden führen.

## Lösungsansätze
Neben der Lösung von konkreten Problemen vor Ort soll das Bibermanagement vor allem dazu beitragen, das Spannungsfeld Landwirtschaft – Naturschutz mit Aufklärungsarbeit und Verbesserung der Kommunikation zu entschärfen und notwendige Finanzmittel einzuwerben. Beispielhaft werden in entsprechenden Informations-Broschüren folgende Maßnahmen genannt:
- Schäden in Gehölzen nicht dadurch verschärfen, dass die Hölzer gleich entfernt werden – so muss der Biber für seine Winternahrung weitere Bäume fällen.
- Sinnvolle Definition von Ausgleichsflächen oder Stilllegungsflächen an Uferrandgebieten
- Wissen über behördliche Ausnahmegenehmigungen in Extremfällen (zum Beispiel Abtragen von Dämmen durch Biberberater auf Antrag)
- Einbau von Gittern in Dämmen schon beim Neubau
- Schutz von Obstbäumen und anderen wertvollen Bäumen durch Drahthosen
- Schutz von Feldfrüchten, z. B. Maisfeldern, durch elektrische Weidezäune
- Prävention durch Überwachung von Ausbreitung und Verbreitung
- Als letzte Maßnahme: Entfernung der Biber von einzelnen Konfliktpunkten. Die Tiere werden in Lebendfallen gefangen und auch in andere Länder zur Wiederansiedlung „exportiert“ oder nach der Gefangennahme getötet.[5]
- Öffentlichkeitsarbeit über den ökologischen Nutzen von Biberaktivitäten, etwa die ausgleichende Wirkung auf den Wasserhaushalt (Kappung von Hochwasserspitzen, Wasserreinigung), der auch der Landwirtschaft zugutekommt.[6]

### Deutschland
Die bereits vorhandenen, verstreuten Einzelmaßnahmen zur Prävention oder Ausgleichszahlungen bei Schäden wurden in Bayern seit 1996 in einem zentralen Bibermanagement zusammengeführt. Zuständig sind die unteren Naturschutzbehörden an den Kreisverwaltungsbehörden. Örtliche Biberberater sind häufig ehrenamtlich tätige Naturschützer, die in Bayern von zwei hauptamtlichen Bibermanagern des Bundes für Umwelt und Naturschutz Deutschland ausgebildet und unterstützt werden.
In Baden-Württemberg gibt es in allen vier Regierungsbezirken Biberbeauftragte. Dort betrachtet man die Rückkehr des Bibers als „Glücksfall für Natur und Landschaft“. Im Einzugsgebiet des Bodensees schätzt man die Anzahl der Biberreviere auf zwischen 75 und 100. Im Bodenseekreis gibt es zwei Biberbeauftragte sowie fünf ehrenamtliche Biberberater, deren erklärtes Ziel es ist, friedliche Lösungen zu finden und somit nicht gegen, sondern mit dem Biber zu arbeiten.
An der Elbe und in Hessen ist ein ehrenamtliches „Biberbetreuernetz“ für das Konfliktmanagement, aber auch die Datenerfassung und Kartierung der Populationen zuständig.

### Österreich
In Österreich war Niederösterreich das erste Bundesland, in dem 2002/2003 Bibermanagement eingeführt wurde. 

### Schweiz
In der Schweiz trat 2004 das vom Bundesamt für Umwelt initiierte „Konzept Biber Schweiz“ in Kraft, das den Biberschutz auf nationaler Ebene koordiniert und die Entfernung von einzelnen Bibern sowie die Umsiedlung und Wiederansiedlung bewilligt.

## Rechtliche Situation

### Deutschland

#### Jagdrecht
Der Biber gehört nicht zu den Arten, die dem Jagdrecht unterliegen, er ist in der Aufzählung des §2 Abs. 1 Bundesjagdgesetz nicht aufgeführt. Die Bundesländer wären zwar ermächtigt, per Landesgesetz weitere Tierarten zu bestimmen, haben davon im Falle des Bibers keinen Gebrauch gemacht. In den Fällen, in denen dies bisher in einzelnen Ländern erwogen wurde, sollte gleichzeitig immer eine ganzjährige Schonzeit festgesetzt werden.

#### Naturschutzrecht
Nach dem Bundesnaturschutzgesetz (in Deutschland) und der europäischen Fauna-Flora-Habitat-Richtlinie ist der Biber streng geschützt, unter anderem dürfen die Tiere nicht gefangen oder getötet werden und ihre Dämme und Bauten weder beschädigt noch zerstört werden. Bei durch Biber verursachten Schäden gibt es nur eng begrenzte Ausnahmeregelungen zu diesen Bestimmungen.
Der Biber ist in Anhang II  und Anhang IV der FFH-Richtlinie der Europäischen Union aufgeführt. Das bedeutet, dass der Bestand dieser Art durch spezielle Schutzgebiete und Schutzprogramme gefördert werden soll. Außerdem sind auch alle Vorkommen der Art außerhalb von Schutzgebieten zu schützen. Alle Arten mit diesem Schutzstatus sind gleichzeitig automatisch „streng geschützte“ Arten nach dem Bundesnaturschutzgesetz (Abschnitt 3 „Besonderer Artenschutz“). Damit dürfen sie nicht gefangen oder getötet werden. Auch ihre Lebensstätten unterliegen automatisch besonderem Schutz, selbst wenn sie außerhalb von Schutzgebieten liegen. Außerdem ist es verboten, sie ohne besondere Genehmigung zu halten, zu kaufen oder verkaufen, sie in Besitz zu nehmen oder kommerziell zur Schau zu stellen.
Von diesen Vorschriften kann die Untere Naturschutzbehörde auf Antrag Ausnahmen zulassen, unter anderem auch „zur Abwendung erheblicher land-, forst-, fischerei-, wasser- oder sonstiger erheblicher wirtschaftlicher Schäden“ (§45 Abs. 7 Nr. 1 BNatSchG). Häufig sind dafür landesweite Regelungen erlassen worden, um den Behörden zu ersparen, jedes Mal im Einzelfall erneut prüfen zu müssen. Diese sind wesentlicher Bestandteil des Bibermanagements. Im Bundesland Bayern (mit bundesweit der höchsten Biberdichte) „dürfen Berechtigte im Zeitraum vom 1. September bis 15. März in bestimmten schadens- und sicherheitsrelevanten Bereichen aufgrund der artenschutzrechtlichen Ausnahmeverordnung generell Biber fangen oder töten“. Dies gilt z. B. an Kläranlagen oder Hochwasserschutzdämmen, ggf. z. B. auch an Fischteichanlagen, gewässerbegleitenden Straßen und Wegen oder künstlichen Entwässerungsgräben. In anderen Bundesländern gibt es vergleichbare Regelungen. Zu entnehmende Biber werden normalerweise nicht geschossen, sondern mit Kastenfallen (Lebendfallen) eingefangen.